# Bataille de Coffeeville
Guerre de Sécession
Batailles
- Coffeeville
- Torpillage de l'USS Cairo
- Raid de Holly Springs
- Chickasaw Bayou
- Arkansas Post
- Yazoo Pass
- Steele's Bayou
- Raid de Grierson
- Newton's Station

La bataille de Coffeeville, livrée le 5 décembre 1862, est un engagement militaire de la guerre de Sécession qui s'est déroulé près de Coffeeville, dans le Mississippi.

## Contexte

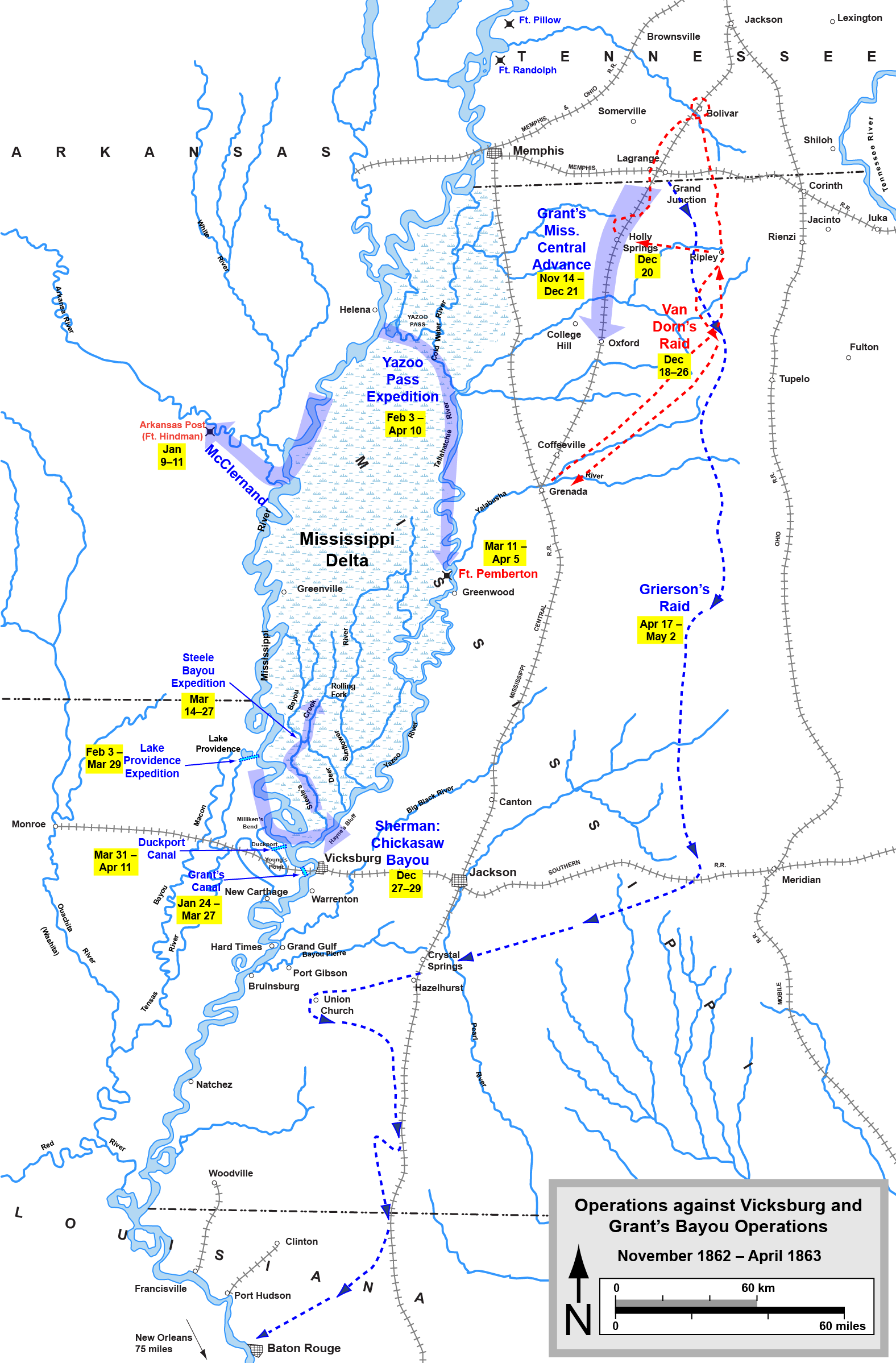
Opérations contre Vicksburg et opérations du bayou de Grant.
Confédération
Union

En novembre 1862, le Nord du Mississippi est sécurisé dans les mains de l'armée de l'Union après les victoires, coûteuses, à Shiloh, Iuka, et Corinth. Le général Ulysses S. Grant commence la campagne du chemin de fer du Mississippi central, une poussée terrestre (suivant la principale ligne de chemin de fer à travers le cœur du Mississippi, capturant les villes et les voies ferrées le long du chemin) dans le Mississippi avec l'objectif de capturer Vicksburg en conjonction avec le général William Tecumseh Sherman, qui doit suivre la route du fleuve au Sud.
Après avoir été vaincu à la bataille de Corinth, l'armée du Tennessee occidental confédérée du major général Earl Van Dorn retraite. Lors de la bataille de Hatchie's Bridge, Van Dorn parvient à éviter la capture de l'armée par l'Union. L'armée confédérée ne cesse de reculer à travers Oxford et puis Coffeeville, ayant constamment des escarmouches contre la cavalerie de l'Union la poursuivant, qui est devant la colonne de Grant.

## Ordre de bataille

### Abréviations utilisées (Union–Confédération)
- Major général –  Major général
- Brigadier général –  Brigadier général
- Colonel –  Colonel
- Lieutenant colonel –  Lieutenant-colonel
- Commandant –  Commandant
- Capitaine –  Capitaine

### Union
Cavalerie, armée du Tennessee –  Colonel Theophilus Lyle Dickey
| Brigade    | Régiments et autres |
| ---------- | --- |
| Cavalerie  | - 4th Illinois Cavalry : Colonel Theophilus Lyle Dickey - 6th Illinois Cavalry : Colonel Benjamin Grierson - 2nd Iowa Cavalry : Colonel Edward Hatch - 7th Kansas Cavalry : Brigadier général Albert Lindley Lee - 3rd Michigan Cavalry : Colonel John Kemp Mizner - 5th Ohio Cavalry : Commandant Elbridge G. Ricker |
| Artillerie | - Batterie G du 2nd Illinois Light Artillery |

### Confédération
Premier corps, armée du Tennessee occidental –  Major général Mansfield Lovell
| Division                                           | Brigade                                                  | Régiments et autres |
| -------------------------------------------------- | -------------------------------------------------------- | --- |
| Première division Brigadier général Lloyd Tilghman | Première brigade Brigadier général William Edwin Baldwin | - 8th Kentucky Infantry : Colonel Hylan B. Lyon - 14th Mississippi Infantry : Commandant Washington L. Doss - 23rd Mississippi Infantry : Lieutenant-colonel Moses McCarley - 26th Mississippi Infantry : Commandant Tully F. Parker |
| Première division Brigadier général Lloyd Tilghman | Cavalerie Colonel William Hicks Jackson                  | - 7th Tennessee Cavalry |
| Première division Brigadier général Lloyd Tilghman | Artillerie Capitaine Culbertson                          | - Artillerie légère du Cumberland, Kentucky (une section) : Capitaine W. H. Hedden |
| Deuxième division Brigadier général Albert Rust    | Deuxième brigade Colonel Albert P. Thompson              | - 9th Arkansas Infantry : Colonel Isaac L. Dunlop - 3rd Kentucky Infantry |
| Non affectée                                       | Infantry                                                 | - 20th Arkansas Infantry |
| Non affectée                                       | Artillerie                                               | - une section de la compagnie A et une section de la compagnie B, artillerie de Pointe Coupee : Capitaine Alcide Bouanchaud |

## Bataille
En dehors de Coffeeville, le commandement confédéré décide de tendre une embuscade à la cavalerie ennemie qui le harcèle. Le 5 décembre, sous le commandement du brigadier général Lloyd Tilghman, les hommes des brigades de Baldwin, Tilghman et Rust avec de l'artillerie et soutenus par les unités de W. H. Jackson unités, se cachent sur une crête boisée à côté de la route de Water Valley à Coffeeville.
Vers 14 heures 30, la cavalerie de l'Union (dirigée par le colonel Theophilus Lyle Dickey) approche de Coffeeville à moins d'un mile. Lorsque la cavalerie est à moins de 50 yards des positions confédérées, elle est la cible de tirs d'artillerie, suivie par des salves de tirs d'infanterie. Après une escarmouche, les confédérés repoussent la cavalerie de l'Union d'environ trois milles de la tête de la colonne de Grant. La poursuite s'arrête et les confédérés retournent sur le site de l'embuscade. La cavalerie de l'Union retraite vers Water Valley. Le combat dure environ 4 heures, jusqu'à la nuit. La bataille de Coffeeville stoppe l'invasion du Mississippi de Grant via le Tennessee. Il retire son armée vers Oxford.